# Sân bay quốc tế Ernesto Cortissoz
Sân bay quốc tế Ernesto Cortissoz (tiếng Tây Ban Nha: Aeropuerto Internacional Ernesto Cortissoz) (IATA: BAQ, ICAO: SKBQ) là một sân bay ở Barranquilla, Colombia và được đặt tên theo Ernesto Cortissoz. Sân bay này nằm ở đô thị Soledad, khoảng 7 km về phía nam của thành phố Barranquilla. Đây là một trong các sân bay ở Colombia có thể phục vụ máy bay thân rộng như Boeing 747, Boeing 767, và Airbus A340 cùng với các sân bay Bogotá (BOG), Cali (CLO), Cartagena (CTG), Medellín (MDE) và San Andrés (ADZ).

## Các hãng hàng không và các tuyến điểm đến
Hiện có các hãng hàng không sau đang hoạt động tại sân bay này:

### Các hãng vận tải hành khách
- Aerolínea de Antioquia (Corozal, Medellín-Olaya Herrera)
- AeroRepública (Bogotá, San Andrés Island, Thành phố Panama)
- AIRES (Bogotá, Cartagena, Maracaibo, Montería, Thành phố Panama, Oranjestad, Valledupar, Willemstad)
- Avianca (Bogotá, Medellín-José María Córdova, Miami)
  - Avianca được cung ứng bởi SAM (Bogotá, Cali)
- Copa Airlines (Thành phố Panama)
- Searca (Charter Airline)

### Các hãng vận tải hàng hóa
- AeroSucre
- Cielos del Peru (Miami, Los Angeles, Lima)
- Tampa Cargo (Medellin, Miami)
- South Winds (Miami)

## Sự cố
- Ngày 17 tháng 3 năm 1995, chiếc DC-9 của Intercontinental đã bị hỏa hoạn phá hỏng khi đang đỗ ở sân đỗ, trên máy bay không có người.
- Ngày 19 tháng 11 năm 2006, một chiếc  DC-10 của Cielos Airlines chạy trượt khỏi đường băng khi đang hạ cánh trong tình trạng thời tiết xấu. Tất cả sáu phi hành đoàn đều bị thương.
- Ngày 21 tháng 11 năm 2006, chuyến bay 9522 của Avianca đến từ Bogotá cũng trượt khỏi đường băng tại sân bay này. Tất cả 135 người trong máy bay đều sống sót.